# Grb Črne gore
Grb Črne gore predstavlja zlati dvoglavi orel, ki ima na prsih ščit z levom. 
Orel ima med glavama krono, v krempljih leve noge drži žezlo, v desni pa vladarsko jabolko. 
Na ščitu na orlovih prsih je lev, ki hodi po zeleni travi, ozadje pa je modre barve. Lev ima dvignjeno desno nogo. Izgled črnogorskega grba ureja 4. člen Ustave Črne gore iz leta 2007.